# Palma de Gandia (kommun)
Palma de Gandía är en kommun i Spanien.   Den ligger i provinsen Província de València och regionen Valencia, i den östra delen av landet, 300 km sydost om huvudstaden Madrid. Antalet invånare är 1 819. Arean är 14,0 kvadratkilometer. Palma de Gandía gränsar till Ador, Alfauir, Beniarjó, Beniflá, Gandia, Potríes, Real de Gandía och Ròtova. 
Terrängen i Palma de Gandía är varierad.